# Harald Oscar Prytz
Harald Oscar Prytz, född den 21 februari 1836 i Malmö, död den 25 augusti 1909 i Stockholm, var en svensk militär och författare.
Prytz blev 1856 underlöjtnant vid Svea artilleriregemente, vid vilket han 1872 avancerade till kapten och 1874 till batterichef. Han erhöll avsked 1887. Prytz tjänstgjorde i franska armén 1862–1863, dels i Algeriet, dels i Mexiko samt i danska armén 1864 och utmärkte sig då under striden på Als samt reträtten från Sønderborg. Från trycket utgav han Historiska upplysningar om svenska och norska arméernas regementen och kårer jemte flottorna (4 band, 1867–1870), Karlberg förr och nu (1872), några reseskildringar, med mera. Prytz blev riddare av Svärdsorden 1877.